# Liophis cursor
Liophis cursor је гмизавац из реда Squamata и фамилије Colubridae.

## Угроженост
Ова врста је крајње угрожена и у великој опасности од изумирања.

## Распрострањење
Мартиник је једино познато природно станиште врсте.

## Станиште
Врста Liophis cursor има станиште на копну.